# Chiesa dei Santi Antonio e Margherita
La chiesa dei Santi Antonio e Margherita è un luogo di culto cattolico che si trova nell'ospedale Piero Palagi sul viale Michelangelo a Firenze.

## Storia e descrizione
Dedicata a sant'Antonio da Padova ed a santa Margherita martire, la parrocchia all'interno dell'ospedale venne costituita nel 1986, anche se la chiesa aveva già preso a funzionare dal 1923 ed era stata inaugurata nel 1924. All'inizio il servizio religioso veniva svolto nella cappella della seicentesca Villa Margherita dai Padri Francescani di San Salvatore al Monte alle Croci. Nel 1973 è stata inaugurata una nuova cappella, costruita a partire dal 1967 dagli architetti Domenico Cardini e Rodolfo Raspollini, evidenziando la congiunzione fra la vecchia e la nuova struttura.
All'interno, Crocifisso in terracotta di Alberto Farina (1978) e Deposizione di Silvio Pucci.